# Gora Kahovskogo
Gora Kahovskogo är ett berg i Antarktis. Det ligger i Östantarktis. Australien gör anspråk på området. Toppen på Gora Kahovskogo är 1 808 meter över havet, eller 9 meter över den omgivande terrängen. Bredden vid basen är 4,8 km.
Terrängen runt Gora Kahovskogo är en högslätt.  Trakten är obefolkad. Det finns inga samhällen i närheten.